# Sapintus corticalis
Sapintus corticalis är en skalbaggsart som först beskrevs av Leconte 1851.  Sapintus corticalis ingår i släktet Sapintus och familjen kvickbaggar. Inga underarter finns listade i Catalogue of Life.